# Клифтон (тауншип, округ Лайон, Миннесота)
Клифтон (англ. Clifton) — тауншип в округе Лайон, Миннесота, США. На 2000 год его население составило 288 человек.

## География
По данным Бюро переписи населения США площадь тауншипа составляет 93,6 км², из которых 93,4 км² занимает суша, а 0,2 км² — вода (0,19 %).

## Демография
По данным переписи населения 2000 года здесь находились 288 человек, 94 домохозяйства и 78 семей.  Плотность населения —  3,1 чел./км².  На территории тауншипа расположена 101 постройка со средней плотностью 1,1 построек на один квадратный километр. Расовый состав населения: 94,44 % белых, 1,04 % афроамериканцев, 1,04 % коренных американцев и 3,47 % азиатов.
Из 94 домохозяйств в 45,7 % воспитывались дети до 18 лет, в 73,4 % проживали супружеские пары, в 6,4 % проживали незамужние женщины и в 16,0 % домохозяйств проживали несемейные люди. 10,6 % домохозяйств состояли из одного человека, при том 4,3 % из — одиноких пожилых людей старше 65 лет. Средний размер домохозяйства — 3,06, а семьи — 3,34 человека.
35,4 % населения — младше 18 лет, 4,9 % — в возрасте от 18 до 24 лет, 30,2 % — от 25 до 44, 18,1 % — от 45 до 64, и 11,5 % — старше 65 лет. Средний возраст — 34 года. На каждые 100 женщин приходилось 111,8 мужчин.  На каждые 100 женщин старше 18 приходилось 116,3 мужчин.
Средний годовой доход домохозяйства составлял 48 750 долларов, а средний годовой доход семьи —  51 250 долларов. Средний доход мужчин —  35 750  долларов, в то время как у женщин — 25 179. Доход на душу населения составил 19 237 долларов. За чертой бедности находились 5,0 % семей и 6,8 % всего населения тауншипа, из которых 7,5 % младше 18 и 16,7 % старше 65 лет.